# Филм
Филм је серија слика које, кад се прикажу на платну, стварају илузију покретања захваљујући phi феномену. Ова оптичка илузија чини да публика континуирано опажа покрет између одвојених објеката који се виде брзо у наставцима. Процес прављења филма је и уметност и индустрија. Филм се прави фотографисањем правих сцена камером за снимање, фотографисањем цртежа или минијатурних модела коришћењем традиционалне технике анимација или комбинацијом свих техника и других визуелних ефеката.

## Историја
Реч "cinema" (енг. биоскоп), скраћено од кинематографија, користи се често да би означила индустрију филмова или саму уметност њиховог стварања. Савремена дефиниција биоскопа би била да је то уметност симулирања искуства до комуникативних идеја, прича, перцепција, осећања, лепоте или атмосфере снимљених или програмираних покретних слика са осталим сензорним стимулацијама. Филмови су на почетку снимани преко пластичне траке кроз пројектор на огромном платну. Многи дугометражни филмови су сада потпуно дигитални кроз цео процес продукције, дистрибуције и егзибиције. Филмови су културни артефакти осмишљени од стране специфичних култура. Они приказују те културе и заузврат утичу на њих. Филм је сматран важном уметношћу, извором популарне разоноде и моћним медијем за едуковање грађана. Визуелна база филма даје универзалну моћ комуникације.
Неки филмови су постали светски познати коришћењем титлова за превод дијалога у језик гледалаца. Неки су критиковали филмску индустрију и глорификацију насиља, као и њен потенцијално негативан третман према женама. Индивидуалне фотографије које сачињавају филм се називају рамови. Током пројекције традиционалних филмова, ротирајући затварач чини да тамни интервали буду померени у позицију за пројектовање сваком раму, али гледалац не примећује те прекиде због ефекта познатог као упорност вида (eye persistence), где око задржи визуелну фотографију на делић секунде после померања извора. Постоје многи други изрази за филм: индивидуална покретна слика, шоу слика, покретна/померајућа слика, "photoplay" и "flick" (енг. зврчка). Најчешћи израз у САД је "movie", док се у Европи преферира "film". У раним годинама реч "sheet" (енг. платно) се понекад користила уместо екрана.

## Теорија филма
Теорија филма развија начине систематичних концепата који се примењују на студију филма као уметности. Концепт филма као уметности почео је са делом Ричотоа Канудоа "Рођење седме уметности". Формалистичка теорија филма вођена Рудолфом Арнхајмом, Балаж Белом  и Зигфридом Кракауером је нагласила како се филм разликује од реалности и да може бити тумачен као лепа уметност (примењена). Андре Базен је реаговао против ове теорије наводећи да есенција филма као уметности лежи у његовој могућности да механички репродукује стварност, а не у његовим разликама од стварности и ово је дало маха реалистичкој теорији.
Скорије анализе спроведене од стране психоаналитичара, Жака Лакана и семиолога Фердинанда де Сосира који су подржали психоаналитичку теорију филма, структуралистичку теорију филма, феминистичку теорију филма, и друге. На другу страну, Витгенштајнове критике на рачун аналитичке филозофије, покушавају да докажу погрешне концепције коришћене у теоријским студијама и праве анализу филмског вокабулара и његову везу за формом живота.

### Језик
Сматра се да филм има посебан језик. Џејмс Монако је написао класичан текст о теорији филма "Како прочитати филм", које се односи на ово. Режисер Ингмар Бергман је рекао: "Андреј Тарковски је за мене највећи редитељ, онај који је измислио нови језик, прави за природу филма, који хвата живот као рефлексију, живот као сан." Пример језика је секвенца прошлости и слике са леве стране глумца који прича, ког прати још један глумац који прича са његове леве стране, па понављање истог, из кога публика може разумети да се ради о конверзацији између два лика.
Ово описује још једну теорију филма-правило 180 степени, као визуелни уређај за причање са могућношћу да постави гледаоца у контексту психичке присутности кроз коришћење визуелне композиције. Холивуд стил подразумева ову наративну теорију, због претеране праксе коришћења филмских студија у Холивуду, Калифорнији, током класичне ере филма. Још један пример филмског језика је увећање глумчеве главе са изражајем тихе рефлексије која сече другу сцену глумца, приказујући како се сећа себе у прошлости.

### Монтажа
Монтажа је техника која издваја сегменте из филма, уређује их и сједињује у филм или филмску сцену. Сцена може да приказује како човек иде у битку, са сећањем на његову младост и његов живот у кући са специјалним ефектима, монтираним у филм након што је већ снимљен. Због тога што су ове сцене снимљене одвојено, и са понекад другим глумцима, коначна верзија се назива монтажа.
Режисери су развили теорију монтаже, почевши са Ејзенштајном и комплексом јукстапозиције са сликама у филму „Оклопњача Потемткин”. Уградња музичке и визуелне контрапозиције, развој сцене и визуелни ефекти воде ка комплекснијим техникама упоредивим са опером и балетом.

### Критика
Критика филма је анализа и процена филма. Углавном ови радови могу бити сврстани у ове категорије:
1. академска критика стручњака у области филма
2. журналистичка филмска критика која се јавља у новинама, магазинима и медијима

Обично се критике пишу један дан након гледања филма, а критичари имају дан или два да је формулишу. Упркос овоме, критика има јако важан утицај на одзив публике и популарност филма, посебно у одређеним жанровима. За масовна комерцијална филмска жанровска тржишта као што су акција, хорор и комедија, критика није пресудна у популарности филма. Сиже, опис филма и процена режисера и писаца су већина критика које остављају утисак на људе да одлуче да одгледају филм.
За престижне филмове као што су драме и уметнички филмови, утицај критике је велики. Лоше критике од стране великих новина и магазина, јако утичу на редукован интерес и присутност публике. Утицај критике на бокс офис перформанс филма је ствар дебате. Неки посматрачи тврде да је филмски маркетинг у 2000-им био напет, добро координисан и добро финансиран тако да критика није могла да спречи лоше написан или снимљен блокбастер од пропадања на тржишту.
Како било, катаклизмична пропаст неких јако промовисаних филмова, који су негативно критиковани, као и неочекиван успех позитивно критикованих независних филмова потврђују да екстремне критичке реакције имају јак утицај на публику. Остали посматрачи бележе да позитивне критике филмова су приказане да заинтересују публику за слабо познате филмове. Постојали су неколико филмова у којима су компаније имале јако мало поверење у њих и одбијале да дају критичарима преглед филма унапред, да би избегли негативне критике. Ово се често одбије, због тога што критичари обавесте јавност и упозоре публику да филм није вредан гледања и такви филмови обично доживе пропаст.
Журналистичке критике су понекад и филмске критике. Критике које имају више академски приступ филмовима, као објављивање у филмским дневницима и писање књига о филмовима користећи теорију филма или филмских студија, проучавају како филм и филмске технике функционишу, и какав ефекат остављају на људе. Чешће су њихове критике објављене у школским новинама и магазинима или приказиване на телевизији него у новинама. Они такође имају тенденцију да буду повезани са колеџима или универзитетима као професори или учитељи.

## Продукција
У суштини, својство продукције филма зависи од садржаја који режисер жели да покаже и опреме за приказивање: зоотропу, на пример, треба само низ слика на папирној траци. Филмска продукција стога може да обухвата од једне особе са камером, или хиљаде глумаца, стажиста и чланова филмске екипе за снимање акције дугометражног епског филма.
Неопходни кораци за скоро сваки филм могу да се сведу на концепт филма, планирање, снимање, ревизију и дистрибуцију. Што је више тога укључено у продукцију, тиме су кораци при истој значајнији. У типичном продукцијском циклусу филма Холивудског стила те главне фазе су дефинисане као:
1. развијање
2. претпродукција
3. продукција
4. постпродукција
5. дистрибуција

Овај производни циклус обично траје три године. Прве године се пише сценарио, што представља развој. Друга година обухвата пред продукцију и продукцију а трећа година пост продукцију и дистрибуцију. Што је продукција већа и више средстава је потребно па финансирање постаје све важније. Из перспективе креатора (нпр. редитеља, сниматеља и сценаристе) већина играних филмова је уметничко дело, а из перспективе продукцијских компанија само посао, односно профит.

### Филмска екипа
Филмска екипа је група људи запослена у продукцији у циљу израде филма а ангажована од стране филмске компаније. Филмска екипа није исто што и глумачка екипа која се појављује испред камере или позајмљују гласове ликовима у филму.
Филмска екипа комуницира са продукцијском екипом, али се разликује и од њих. Продукцијску екипу чине продуценти, менаџери, представници компанија, њихови асистенти и они чија примарна одговорност спада у пред-продукцијске и пост-продукцијске фазе израде филма као што су сценаристе и филмски уредници. Продукцијска и филмска екипа углавном комуницирају преко режисера и његових или њених асистената.
Средње и велике филмске екипе су углавном подељене на одељења са добро дефинисаном хијерархијом и стандардима за интеракцију и сарадњу између екипа. Осим послова везаних за глумачку екипу, филмска екипа обавља све послове везане за фотографију: за реквизите и костиме, за снимање, везане за звук, светло, филмски сет и производњу специјалних ефеката.

## Индустрија
Прављење и приказивање филмова је постало извор профита скоро одмах након стварања целог процеса. Видевши колико је њихов изум био успешан у родној Француској, Лумијерови су брзо одлучили да иду на континенталну турнеју да представе своје филмове. Познатима приватно, а јавно масама људи. У свакој земљи би обично додали нову локалну сцену у свој каталог. Убрзо потом би пронашли локалне предузетнике у разним земљама Европе да купе њихове опрему.
"Oberammergau Passion Play" из 1898. је био први комерцијални филм. Позоришта и компаније се посебно формирају за производњу и дистрибуцију филма, док су глумци постајали јако познати и захтевали огромне накнаде за наступе. Од 1931-1956, филм је такође био и једино складиште и систем за репродукцију телевизијског програма док нису наступиле видео-касете.
У САД, филмска индустрија је смештена у Холивуду, Калифорнији. Остали регионални центри постоје у многим деловима света, попут Боливуда у Мумбају. То је индијска филмска индустрија чија продукција ствара највећи број филмова на свету. Иако је трошак укључен у снимање филмова довео да се производња биоскопа концентрише на покровитељство филмских струја, недавни напредак за снимање приступачних филмова је омогућио да се независне филмске продукције развијају.
Профит је кључан индустрији, због скупе и ризичне природе снимања филма. Многи филмови имају велика прекорачења трошкова попут "Воденог света", Кевина Костнера. Ипак, многи режисери настоје да створе дела која ће бити од трајног друштвеног значаја.
"Награда академије или Оскар" је најистакнутија филмска награда у САД. Пружање филмовима признања сваке године, на основу њихових уметничких достигнућа. Такође, постоји велика индустрија образовних и наставних филмова снимљених у замену или као додатак предавањима и текстовима. Приход у индустрији је понекад нестабилан због ослањања на хит филмове објављене у биоскопима, док је запошљавање у Холивуду постало мање поуздано, посебно за средње и нискобуџетне филмове.

## Терминологија
Терминологија се користи за описивање покретних слика и знатно варира између британског и америчко-енглеског језика. Иако су речи "film" и "movie" понекад коришћене наизменично, "film" се више користи ако подразумевамо уметнички, теоријски или технички аспект. Израз "movies" (енг. филмови) се чешће користи кад се мисли на разоноду или рекламне аспекте. На пример, књига "Како разумети филм" би била о естетици и теорији филма, док је књига "Идемо на филм" о историји забаве коју филмови пружају и о блокбастерима. Даља терминологија се користи због разликовања разних облика и медија који се користе у филмској индустрији.
"Motion pictures" тј. покретне слике се често користе као термин за филмску продукцију посебно намењену за биоскопске изложбе, попут филма "Бетмен" . DVD и видео-касете су видеоформати који могу да репродукују фотохемијски филм. Репродукција заснована на тај начин назива се "трансфер". Након напретка театралног филма као индустрије, телевизијска индустрија је почела са коришћењем видео-касета. Касете су деценијама биле аналогни медиј на ком су се могле снимити или пренети покретне слике.
Снимање се односи на фотохемијски медиј који хемијски снима визуелну слику. Међутим, чин фотографисања помоћу других визуелних медија, попут дигиталне камере се и даље назива снимање, а резултат - филм. "Неми филмови" нису могли бити потпуно неми, али представљају филмове без чујног дијалога, рачунајући и оне који имају музичку пратњу.
Реч "talkies", означава прве звучне филмове, снимљене тако да имају чујни дијалог снимљен на плејбек, невезано за музичку пратњу.
Биоскоп или генерално обухвата све филмове, или је груб синоним за филм и биоскопске изложбе, а оба се капитализују кад се односи на категорију уметности.
Сребрни екран се односи на екран коришћен за приказивање филмова и који, у ширем значењу, може бити метоним за целу филмску индустрију.
Дупло приказивање је екранизација два самостално играна филма, независна од промета. Пуштање је дистрибуција и често спонтана екранизација филма. Одломци из филмова који долазе представљају екранизацију пуштену пре главног приказивања. Сваки филм може имати наставак који приказује и прати догађаје из првог.
Франкенштајнова млада је рани пример. Уколико постоји више филмова са истим ликовима, причом или темом, такви филмови постају серијали, попут серијала Џејмс Бонд.
Заслуге или крајње заслуге су листе које дају заслугу људима који су умешани у продукцију.
Постава филма се односи на колекцију глумаца и глумица који се појављују или беспрекидно глуме у филму.
Звезда је глумац или глумица, најчешће популаран који, у многим случајевима јесте позната личност која глуми централног лика у филму. У неким приликама реч се такође користи да означи познатост других чланова филмске екипе, попут режисера и других. Пример је Мартин Скорсезе. Особа истовремено може бити и у филмској постави и у филмској екипи, као што је Вуди Ален, који је режирао и глумио у "Узми паре и бежи".

### Приказ
Приказ наступа се односи на пројекције филма изабране од публике, обично за потребе корпоративних промоција, пре јавног, премијерног пуштања филма. Прикази се понекад користе да би проценили реакцију публике, која, уколико је неочекивано негативна, може резултирати тако да се одређене сцене пресниме или потпуно исеку. Пример таквог је Прва крв, из 1982. Након што је публика за тест одговорила врло негативно на смрт протагонисте Џона Рамба, вијетнамског ветерана, на крају филма, компанија је написала и преснимила нови крај у ком лик преживљава.

### Трејлер
Трејлери су рекламе за филмове који се приказују око 1-3 месеца пре у биоскопима. Раније, кад су биоскопи имали само два платна, пуштани су само одређени трејлери. Израз "trailer" првобитно потиче из тога што је био приказиван на крају филмског програма. Та пракса није трајала дуго, јер гледаоци имају тенденцију да напусте биоскоп након завршетка филма, али име се задржало. Трејлери се сада приказују пре почетка филма. Сада су често и на DVD-јевима, као и на интернету и мобилним телефонима.
Створени су да би заинтересовали гледаоце. Као резултат, у ери интернета, гледаоци често траже трејлере пре гледања филма. Од 10 билиона клипова који се годишње гледају, у 2008. трејлери су били на трећем месту, после вести и ауторских клипова.

## Анимација
Анимација је техника у којој се сваки рам приказује индивидуално, било да је у питању компјутерска графика, или фотографија, нацртане слике, чак и понављање малих промена на моделу, а онда се резултати фотографишу специјалном камером за анимацију. Кад су рамови спојени заједно и готов филм се види при брзини од 16 или више рамова по секунди, јавља се илузија континуираног покрета. Генерисање таквог филма је веома интензивно и напорно, иако је напредовање компјутерске анимације убрзало процес.
Због тога што анимација одузима пуно времена и често је јако скупа за продукцију, већина ТВ анимација долази из професионалних студија. Ограничена анимација је начин повећања и опадања цена анимације коришћењем пречица у процесу анимације. Ову методу је популаризовала Хана Барбера, у САД и Осаму Тезука у Јапану.
Иако многи студији сада користе дигиталну технологију у својој продукцији, постоји специфичан стил анимације који зависи од филма до филма. Анимација без камере, коју су направили креатори филма, попут Нормана Макларена, Лена Лија и Стена Брекхеџа, нацртана је и обојена директно у деловима филма, а онда се пушта кроз пројектор.